# Sperlingsberg (Weimar)
Der Sperlingsberg ist ein Höhenzug in Weimar südlich des Asbach-Tals bzw. des Asbach-Grünzugs, der zwischen dem Jakobsplan im Osten und der Karl-Liebknecht-Straße im Westen in der Jakobsvorstadt bzw. der Parkvorstadt liegt.

## Geschichte
Einst hieß er einfach nur der Berg. Der Berg setzt sich zusammen aus dem Kettenberg, dem Pfaffenberg und dem Lindenberg und besteht aus dem oberen Muschelkalk. Er war dicht bebaut, musste aber in den 1930er Jahren dem Bau des Gauforums und auch dem Bereich der heutigen Ferdinand-Freiligrath-Straße weichen. Der steile Abhang zum Asbach wurde wegen der Armut, in der seine Bewohner leben mussten, im Volksmund spöttisch Sperlingsberg genannt. Urkundliche Erwähnung fand die Erhöhung 1578 und 1714. Die Straßenbezeichnung blieb für einen Teil der heutigen Friedensstraße bis zur Umbenennung am 7. Juli 1946 Sperlingsberg bzw. Breitenstraße. Julius Grosse beschrieb in einer Geschichte die Zustände der Jakobsvorstadt zur Zeit des 17. Jahrhunderts.